# São João da Pesqueira
São João da Pesqueira  é uma vila portuguesa localizada na sub-região do Douro, pertencendo à região do Norte e ao distrito de Viseu. Tem uma área urbana de 60,04 km2, 2.273 habitantes em 2021 e uma densidade populacional de 38 habitantes por km2. 
É sede do município de São João da Pesqueira, tendo uma área total de 266,11 km2, 6 775 habitantes em 2021 e uma densidade populacional de 25 habitantes por km2, subdividido em 11 freguesias. O município é limitado a norte pelo município de Alijó, a nordeste por Carrazeda de Ansiães, a leste por Vila Nova de Foz Côa, a sueste por Penedono, a sul por Sernancelhe, a oeste por Tabuaço e a noroeste por Sabrosa.
Vila do vinho generoso (vinho do Porto), considerada o Coração do Douro Vinhateiro, na região demarcada do Douro criado pelo Marquês de Pombal que viveu na Pesqueira quando era novo. S. João da Pesqueira tem um miradouro acima da barragem da Valeira chamado São Salvador do Mundo (Ermo) com capelas, e muito antigo. Também dentro de uma pequena gruta viveu e morreu frei Gaspar (1594-1615). Trata-se do mais antigo concelho do país, datando a sua criação de 1055, precedendo assim todos os outros concelhos, incluindo cidades tão importantes ao tempo da fundação como Coimbra, Guimarães ou Lamego.

## Economia
O sector primário é muito importante no concelho. São João da Pesqueira é o maior produtor nacional de Vinho do Porto e DOC Douro, produzindo também o azeite e a amêndoa.

## Freguesias

Freguesias do município de São João da Pesqueira.

O município de São João da Pesqueira está dividido em 11 freguesias:
- Castanheiro do Sul
- Ervedosa do Douro
- Nagoselo do Douro
- Paredes da Beira
- Riodades
- São João da Pesqueira e Várzea de Trevões
- Soutelo do Douro
- Trevões e Espinhosa
- Vale de Figueira
- Valongo dos Azeites
- Vilarouco e Pereiros

#### Aldeias anexas
- Bateiras (Ervedosa do Douro)
- Casais do Douro (Ervedosa do Douro)
- Ferradosa (Vale de Figueira)
- Ôlas (Vale de Figueira)
- São Xisto (Vale de Figueira)
- Sardezinho (Ervedosa do Douro)
- Vale de Vila (Vale de Figueira)

## Património
- Igreja Matriz de Santa Marinha de Trevões
- Solar da família Caiado Ferrão
- Solar do Paço Episcopal de Trevões

## Personalidades ilustres
- Senhor de São João da Pesqueira e Conde de São João da Pesqueira

## Cultura
- Museu do Vinho de São João da Pesqueira (inaugurado em agosto de 2015)

## Evolução da população do município
★ Os Recenseamentos Gerais da população portuguesa tiveram lugar a partir de 1864, regendo-se pelas orientações do Congresso Internacional de Estatística de Bruxelas de 1853. Encontram-se disponíveis para consulta no site do Instituto Nacional de Estatística (INE). 

| Número de habitantes | Número de habitantes | Número de habitantes | Número de habitantes | Número de habitantes | Número de habitantes | Número de habitantes | Número de habitantes | Número de habitantes | Número de habitantes | Número de habitantes | Número de habitantes | Número de habitantes | Número de habitantes | Número de habitantes | Número de habitantes |
| -------------------- | -------------------- | -------------------- | -------------------- | -------------------- | -------------------- | -------------------- | -------------------- | -------------------- | -------------------- | -------------------- | -------------------- | -------------------- | -------------------- | -------------------- | -------------------- |
| 1864                 | 1878                 | 1890                 | 1900                 | 1911                 | 1920                 | 1930                 | 1940                 | 1950                 | 1960                 | 1970                 | 1981                 | 1991                 | 2001                 | 2011                 | 2021                 |
| 13349                | 12994                | 12862                | 12505                | 12834                | 11368                | 12764                | 13960                | 13992                | 15124                | 10145                | 10219                | 9581                 | 8653                 | 7874                 | 6775                 |

(Obs.: Número de habitantes "residentes", ou seja, que tinham a residência oficial neste município à data em que os censos  se realizaram.)	
| Número de habitantes por grupo etário | Número de habitantes por grupo etário | Número de habitantes por grupo etário | Número de habitantes por grupo etário | Número de habitantes por grupo etário | Número de habitantes por grupo etário | Número de habitantes por grupo etário | Número de habitantes por grupo etário | Número de habitantes por grupo etário | Número de habitantes por grupo etário | Número de habitantes por grupo etário | Número de habitantes por grupo etário | Número de habitantes por grupo etário | Número de habitantes por grupo etário |
| ------------------------------------- | ------------------------------------- | ------------------------------------- | ------------------------------------- | ------------------------------------- | ------------------------------------- | ------------------------------------- | ------------------------------------- | ------------------------------------- | ------------------------------------- | ------------------------------------- | ------------------------------------- | ------------------------------------- | ------------------------------------- |
|                                       | 1900                                  | 1911                                  | 1920                                  | 1930                                  | 1940                                  | 1950                                  | 1960                                  | 1970                                  | 1981                                  | 1991                                  | 2001                                  | 2011                                  | 2021                                  |
| 0-14 Anos                             | 4346                                  | 4479                                  | 3901                                  | 4228                                  | 4614                                  | 4624                                  | 4537                                  | 3295                                  | 2891                                  | 2271                                  | 1472                                  | 1059                                  | 712                                   |
| 15-24 Anos                            | 2506                                  | 2215                                  | 2195                                  | 2460                                  | 2516                                  | 2711                                  | 2521                                  | 1550                                  | 1791                                  | 1535                                  | 1295                                  | 936                                   | 681                                   |
| 25-64 Anos                            | 5613                                  | 5471                                  | 4833                                  | 5367                                  | 5950                                  | 6188                                  | 7026                                  | 3985                                  | 4078                                  | 4236                                  | 4131                                  | 4062                                  | 3489                                  |
| = ou > 65 Anos                        | 646                                   | 806                                   | 775                                   | 883                                   | 882                                   | 1006                                  | 1040                                  | 1315                                  | 1459                                  | 1539                                  | 1755                                  | 1817                                  | 1893                                  |

(Obs: De 1900 a 1950 os dados referem-se à população "de facto", ou seja, que estava presente no município à data em que os censos se realizaram. Daí que se registem algumas diferenças relativamente à designada população residente)

## Política

### Eleições autárquicas[7]
| Data | %       | V       | %       | V       | %     | V     | %              | V            | %              | V   | %              | V   | %              | V       | Participação |                |
| Data | CDS-PP  | CDS-PP  | PPD/PSD | PPD/PSD | PS    | PS    | FEPU/APU/CDU   | FEPU/APU/CDU | PSN            | PSN | GCE            | GCE | PSD/CDS        | PSD/CDS | Participação |                |
| ---- | ------- | ------- | ------- | ------- | ----- | ----- | -------------- | ------------ | -------------- | --- | -------------- | --- | -------------- | ------- | ------------ | -------------- |
| Data | 1976    | 61,39   | 4       | 16,29   | 1     | 10,28 | -              | 4,32         | -              |     |                |     |                |         |              | 57,39 / 100,00 |
| 1979 | 64,32   | 4       | 20,64   | 1       |       |       | 8,58           | -            | 70,20 / 100,00 |     |                |     |                |         |              |                |
| 1982 | 48,81   | 3       | 10,74   | -       | 25,55 | 2     | 6,27           | -            | 66,98 / 100,00 |     |                |     |                |         |              |                |
| 1985 |         |         | 60,09   | 4       | 28,78 | 1     | 4,87           | -            | 59,79 / 100,00 |     |                |     |                |         |              |                |
| 1989 | 26,21   | 1       | 39,41   | 3       | 25,65 | 1     | 2,46           | -            | 66,06 / 100,00 |     |                |     |                |         |              |                |
| 1993 | 28,84   | 2       | 50,14   | 3       | 7,84  | -     | 2,06           | -            | 6,63           | -   | 66,73 / 100,00 |     |                |         |              |                |
| 1997 |         |         | 77,97   | 5       | 14,11 | -     | 2,68           | -            |                |     | 65,06 / 100,00 |     |                |         |              |                |
| 2001 | 4,37    | -       | 73,58   | 4       | 16,85 | 1     | 1,35           | -            | 69,14 / 100,00 |     |                |     |                |         |              |                |
| 2005 |         |         | 74,98   | 4       | 18,87 | 1     | 1,66           | -            | 64,22 / 100,00 |     |                |     |                |         |              |                |
| 2009 | 63,64   | 4       | 31,09   | 1       | 1,80  | -     | 60,67 / 100,00 |              |                |     |                |     |                |         |              |                |
| 2013 | 3,80    | -       | 43,59   | 3       | 10,97 | -     | 1,64           | -            | 35,30          | 2   | 61,73 / 100,00 |     |                |         |              |                |
| 2017 | (a)     | (a)     | 40,26   | 2       | (a)   | (a)   | 1,76           | -            | 54,09          | 3   | 68,73 / 100,00 |     |                |         |              |                |
| 2021 | PPD/PSD | PPD/PSD | CDS-PP  | CDS-PP  | (a)   | (a)   | 1,77           | -            | 58,50          | 3   | 35,17          | 2   | 69,15 / 100,00 |         |              |                |

(a) O CDS e o PS apoiaram a lista independente "Pela Nossa Terra nas Eleições de 2017. Apenas o PS renovou esse apoio em 2021."

### Eleições legislativas
| Data | %     | %     | %     | %    | %     | %     | %        | %     | %    | %     | %    | %   | %       | % | %  | %  |
| Data | PSD   | PS    | CDS   | PCP  | UDP   | AD    | APU/ CDU | FRS   | PRD  | PSN   | BE   | PAN | PSD CDS | L | CH | IL |
| ---- | ----- | ----- | ----- | ---- | ----- | ----- | -------- | ----- | ---- | ----- | ---- | --- | ------- | - | -- | -- |
| 1976 | 36,17 | 27,55 | 20,78 | 3,59 | 1,17  |       |          |       |      |       |      |     |         |   |    |    |
| 1979 | AD    | 18,14 | AD    | APU  | 2,32  | 63,38 | 7,57     |       |      |       |      |     |         |   |    |    |
| 1980 | AD    | FRS   | AD    | APU  | 1,61  | 60,53 | 7,22     | 20,97 |      |       |      |     |         |   |    |    |
| 1983 | 32,02 | 30,63 | 21,67 | APU  | 0,85  |       | 7,06     |       |      |       |      |     |         |   |    |    |
| 1985 | 34,60 | 20,10 | 15,71 | APU  | 1,78  | 8,02  | 11,27    |       |      |       |      |     |         |   |    |    |
| 1987 | 61,02 | 17,16 | 7,12  | CDU  | 0,78  | 4,36  | 1,47     |       |      |       |      |     |         |   |    |    |
| 1991 | 60,91 | 23,97 | 5,51  | CDU  |       | 3,01  | 0,60     | 1,20  |      |       |      |     |         |   |    |    |
| 1995 | 41,67 | 40,40 | 10,89 | CDU  | 0,64  | 2,18  |          | 0,54  |      |       |      |     |         |   |    |    |
| 1999 | 43,37 | 40,94 | 8,26  | CDU  |       | 2,35  | 0,55     | 0,58  |      |       |      |     |         |   |    |    |
| 2002 | 52,43 | 29,61 | 11,07 | CDU  | 1,91  |       | 0,91     |       |      |       |      |     |         |   |    |    |
| 2005 | 38,87 | 45,28 | 5,21  | CDU  | 2,93  | 3,11  |          |       |      |       |      |     |         |   |    |    |
| 2009 | 34,73 | 36,10 | 13,29 | CDU  | 3,35  | 6,59  |          |       |      |       |      |     |         |   |    |    |
| 2011 | 48,16 | 28,79 | 10,77 | CDU  | 3,16  | 2,63  | 0,63     |       |      |       |      |     |         |   |    |    |
| 2015 | CDS   | 28,16 | PSD   | CDU  | 3,61  | 5,12  | 0,81     | 54,20 | 0,31 |       |      |     |         |   |    |    |
| 2019 | 42,77 | 33,15 | 5,74  | CDU  | 1,59  | 6,75  | 1,62     |       | 0,12 | 0,34  | 0,31 |     |         |   |    |    |
| 2022 | 36,75 | 42,45 | 1,85  | CDU  | 1,52  | 2,80  | 0,98     | 0,54  | 6,92 | 2,24  |      |     |         |   |    |    |
| 2024 | AD    | 27,27 | AD    | CDU  | 33,92 | 1,54  | 2,63     | 1,57  | 1,09 | 20,52 | 2,33 |     |         |   |    |    |